# Nackuppklarningstest
Ett nackuppklarningstest eller NUPP är en ultraljudsundersökning vid graviditet för att avgöra om ett foster har ökad risk att ha strukturella kromosomavvikelser som till exempel Downs syndrom. Testet går ut på att mäta vätskespalten i fostrets nackregion när det är 11-13 veckor gammalt. Vid undersökningen beräknas risken att fostret har till exempel Downs syndrom genom att man använder sig av kvinnans åldersrisk för kromosomavvikelsen och resultatet av ultraljudsundersökningen. Om man gör fostervattenprov på de kvinnor som har de 5% sämsta resultaten efter undersökningen, hittar man cirka 75 % av alla foster med avvikelsen.